# Полумордвинов, Олег Анатольевич
Оле́г Анато́льевич Полумордви́нов (род. 19 июня 1964, Астрахань) — ректор АГАСУ (Астраханский государственный архитектурно-строительный университет) с 17 июля 2024 года, глава муниципального образования «Городской округ город Астрахань» (6 июня 2022 — 14 июня 2024), и. о. главы администрации Астрахани (29 апреля — 5 июня 2022), министр строительства и жилищно-коммунального хозяйства Астраханской области (1 апреля 2021 — 28 апреля 2022), глава администрации Астрахани (12 марта 2015 — 5 октября 2018), заместитель председателя Правительства Астраханской области (2009—2015).

## Биография
Окончив в 1986 году Астраханский технический институт рыбной промышленности и хозяйства по специальности «промышленное и гражданское строительство», преподавал в «Гимназии 1»; доцент кафедры «Строительство» Астраханского государственного технического университета. В 1992 году окончил аспирантуру того же института.
В 1996—2005 годы — заместитель генерального директора ЗАО «Ривмар», директор ООО «Комстрой». В 2005—2007 годы — советник мэра города Астрахани по вопросам строительства, архитектуры и землеустройства, первый заместитель председателя комитета по капитальному строительству администрации Астрахани.
В 2007—2009 годы — директор автономного учреждения Астраханской области «Государственная экспертиза проектов документов территориального планирования, проектной документации и результатов инженерных изысканий».
С апреля 2009 года — заместитель председателя Правительства Астраханской области — министр строительства и дорожного хозяйства Астраханской области; с сентября 2011 года — заместитель председателя Правительства Астраханской области по функционированию систем жизнеобеспечения и экологической безопасности.
12 марта 2015 года депутатами Астраханской городской думы избран на должность главы администрации (сити-менеджера) Астрахани. 5 октября 2018 года Олег Анатольевич написал заявление об уходе с занимаемой должности. Также стало известно, что чиновник подал в отставку в связи с переходом на новую работу в Государственную экспертизу проектов.
Имеет ряд публикаций в научно-технических изданиях по вопросам жилищного и дорожного строительства, инженерных изысканий.
С 1 апреля 2021 года занимал должность министра строительства и ЖКХ.
С 29 апреля 2022 года исполняющий обязанности главы Астрахани.
С 6 июня 2022 по 13 июня 2024 года являлся главой муниципального образования «Городской округ город Астрахань». 13 июня 2024 года Олег Анатольевич подал в отставку. Вопрос об отстранении от должности главы города Олега Полумордвинова рассмотрен на внеочередном заседании, которое было назначено на 14 июня.
С 17 июля 2024 года назначен ректором АГАСУ (Астраханский государственный архитектурно-строительный университет).

## Уголовное дело
9 августа 2024 года Кировский районный суд Астрахани арестовал Олега Полумордвинова, обвиняемого в покушении на мошенничество, сумма ущерба от которого составляет 27,5 млн рублей. Накануне экс-глава Астрахани был задержан вместе со своим бывшим заместителем. По данным следствия, они оказывали покровительство при выполнении муниципального заказа в сфере дорожного хозяйства, беря за это плату. 14 августа Астраханский областной суд отказал Полумордвинову в удовлетворении апелляционной жалобы об изменении меры пресечения.
26 февраля 2025 года Кировский суд Астрахани признал Олега Полумордвинова виновным в покушении на мошенничество и приговорил его к четырём годам и шести месяцам колонии общего режима и штрафу 1 млн рублей.

## Вступление в партию
3 февраля 2017 года Олег Анатольевич вступил в партию Единая Россия.

### Семья
Женат; дочь Полумордвинова Анна Олеговна (р. 1987) работает проректором по воспитательной работе и связям с общественностью в АГТУ. В Шебекино живёт его племянник — Полумордвинов Никита Сергеевич.

## Награды
- Медаль «Прогресс» (4 октября 2017, Азербайджан) — за заслуги в развитии сотрудничества между Азербайджанской Республикой и Российской Федерацией[20].
- Медаль ордена «За заслуги перед Астраханской областью» (2008).
- «Почётный строитель России» (2004).